# Ваше, Жан
Жан Мари Октав Констан Ваше (фр. Jean Marie Octave Constant Washer; 22 августа 1894, Берхем, Бельгия — 23 марта 1972, Женева, Швейцария) — бельгийский предприниматель и теннисист-любитель, 9-я ракетка мира среди любителей в 1923 году. Многократный чемпион Бельгии, двукратный финалист чемпионатов мира на твёрдых (грунтовых) кортах (1921, 1923).

## Биография
Жан Ваше, выходец из семьи брюссельских текстильных фабрикантов, начал участвовать в теннисных соревнованиях после Первой мировой войны, присоединившись к Клубу короля Леопольда в Брюсселе. Его манеру игры характеризовали мощная подача, хорошая игра по верховым мячам (смеш) и быстрые удары открытой ракеткой с отскока. Вскоре он надолго закрепил за собой первое место в бельгийской национальной теннисной иерархии, выигрывая звание чемпиона Бельгии в мужских парах с 1919 по 1925, а в одиночном разряде — с 1920 по 1927 год.
На международном уровне Ваше дважды представлял Бельгию на олимпийских теннисных турнирах — в 1920 году в Антверпене и в 1924 году в Париже. В первом случае он дошёл до третьего круга в одиночном разряде, а во втором до четвёртого, оба раза проиграв будущему бронзовому призёру — Чарльзу Уинслоу и Умберто де Морпурго соответственно. С 1921 по 1927 год Ваше выступал за сборную Бельгии в Кубке Дэвиса, одержав за это время 14 побед при 10 поражениях (11-5 в одиночном разряде и 3-5 в парном). В 1921 и 1923 годах бельгиец дважды становился финалистом чемпионатов мира на твёрдых (грунтовых) кортах, где его оба раза останавливали американцы — Билл Тилден и Билл Джонстон. В 1923 году он был включён под 9-м номером в список 10 сильнейших теннисистов-любителей мира, составляемый ежегодно газетой The Telegraph.
Ваше достаточно успешно играл против тогдашних лидеров европейского тенниса — французов. Так, в 1922 году в товарищеском матче сборных Франции и Бельгии в Брюсселе он нанёс поражение Жану Боротра и Анри Коше, ещё раз обыграл Коше в 1924 году в турнире на Лазурном береге и в том же году победил Рене Лакоста в Клубе короля Леопольда. На следующий год, когда для участия иностранных игроков впервые был открыт чемпионат Франции по теннису, бельгиец после победы над Коше дошёл в турнире до полуфинала, где в трёх сетах уступил Боротра. На следующий год он проиграл Коше в четвертьфинале чемпионата Франции. Кроме того, на его счету в одиночном разряде был выход в четвертьфинал Уимблдонского турнира в 1924 году (проиграл Лакосту), а в миксте — в полуфинал на этом же турнире в 1923 году (в паре с Сюзанн Ленглен, проиграли будущим чемпионам Элизабет Райан и Рэндольфу Лисетту).
Участие в теннисных соревнованиях Ваше завершил в возрасте 33 лет, после 1927 года. В дальнейшем возглавлял отдел синтетических волокон в концерне Union Chimique Belge. После Второй мировой войны тренировал своего сына Филиппа Ваше, также ставшего лидером бельгийского тенниса. Ваше-старший, с 1928 года владевший поместьем вблизи Ватерлоо, затем приобрёл виллу в Женеве (Швейцария), где скончался в 1972 году.

## Участие в финалах чемпионатов мира по теннису

### Одиночный разряд (0-2)
| Результат | Год  | Турнир                           | Покрытие | Соперник в финале | Счёт в финале           |
| --------- | ---- | -------------------------------- | -------- | ----------------- | ----------------------- |
| Поражение | 1921 | Чемпионат мира на твёрдых кортах | Грунт    | Билл Тилден       | 3-6, 3-6, 3-6           |
| Поражение | 1923 | Чемпионат мира на крытых кортах  | Грунт    | Билл Джонстон     | 6-4, 2-6, 2-6, 6-4, 3-6 |